# Listă de scriitori australieni
Aceasta este o listă de scriitori australieni.

## D
- Eleanor Dark

## E
- Greg Egan

## G
- Germaine Greer

## K
- Henry Kendall

## M
- Liane Moriarty

## S
- Sanu Sharma

## W
- Patrick White